# Stenospermation flavum
Stenospermation flavum är en kallaväxtart som beskrevs av Thomas Bernard Croat och D.C.Bay. Stenospermation flavum ingår i släktet Stenospermation och familjen kallaväxter. Inga underarter finns listade.